# Arbeitsgemeinschaft der Schweizerischen Frauenverbände für die politischen Rechte der Frau
Die Arbeitsgemeinschaft der Schweizerischen Frauenverbände für die politischen Rechte der Frau war in den beiden nationalen Abstimmungen zum schweizerischen Frauenstimm- und -wahlrecht von 1959 und 1971 das organisatorische Spitzengremium auf Frauenseite. Die „Arbeitsgemeinschaft“ repräsentierte rund eine halbe Million der drei Millionen Schweizerinnen und den grössten Teil der organisierten Frauen.

## Die «Arbeitsgemeinschaft» und die nationale Abstimmung von 1959
Die „Arbeitsgemeinschaft der Schweizerischen Frauenverbände für die politischen Rechte der Frau“ war eine Herauslösung aus dem 1946 gegründeten „Schweizerischen Aktionskomitee für Frauenstimmrecht“ und wurde 1957 gegründet. Hauptaufgabe war damals die Koordination der von vielen Frauenvereinigungen unterstützten Bestrebungen zur Einführung des Frauenstimmrechts im Zusammenhang mit der nationalen Volksabstimmung von 1959. Präsidentin war die Berner Bergbauerntochter, Juristin und Sozialdemokratin Marie Boehlen. Organisierte Frauen hatten die Abstimmung von 1959 provoziert, indem sie sich weigerten, ohne (Frauenstimm-)Rechte obligatorische Pflichten in der Landesverteidigung zu übernehmen. Nach der Abstimmungsniederlage von 1959 befand sich die „Arbeitsgemeinschaft“ in Wartestellung.

## Die «Arbeitsgemeinschaft» und die nationale Abstimmung von 1971
Zehn Jahre später weigerten sich die organisierten Schweizerinnen erneut, sich dem männlich-staatlichen Willen zu unterziehen. Sie rebellierten dagegen, dass die Europäische Menschenrechtskonvention, die gleiche Rechte für Männer und Frauen forderte, auch von der Schweiz unterzeichnet würde, da dies nur mit einem Vorbehalt, mit dem Vorbehalt des fehlenden Frauenstimmrechts möglich gewesen wäre. Sie forderten: erst das Frauenstimm- und -wahlrecht, dann die Unterzeichnung der EMRK und zwar ohne Vorbehalte. Damit ertrotzten sie die zweite, und diesmal erfolgreiche nationale Frauenstimm- und -wahlrechtsabstimmung von 1971. Auf der Basis veränderter wirtschaftlicher und gesellschaftlicher Verhältnisse und im Hinblick auf europäische und weibliche Gegebenheiten akzeptierten die Schweizer Männer die politischen Frauenrechte. Die «Arbeitsgemeinschaft» wurde um 1971 von der Berner Bauerntochter, Gutsverwalterin und Fachbearbeiterin Marthe Gosteli geleitet, später Mitglied der Bauern-, Gewerbe- und Bürgerpartei (BGB, heute Schweizerische Volkspartei SVP).
Der «Arbeitsgemeinschaft» oblagen vor 1971 die zähen Verhandlungen mit den National- und Ständeräten, die davon abgehalten werden mussten, die EMRK mit Vorbehalt zu akzeptieren und an den Bundesrat zur Unterzeichnung weiterzuleiten. Ihr oblag es, auf den Bundesrat einzureden und schliesslich mit ihm den Abstimmungstermin festzulegen. Ihr oblag es, die Taktik festzulegen, Finanzen zu rekrutieren und vorbereitende Schritte für den Urnengang zu koordinieren.

Ergebnisse der Volksabstimmung vom 7. Februar 1971 zur Einführung des Frauenstimmrechts.

Interne Gegnerschaft erwuchs von denjenigen Frauen, die auf eine Uminterpretation der Schweizerischen Verfassung hofften. Diese Interpretationistinnen wollten den Verfassungsartikel «Alle Schweizer sind vor dem Gesetze gleich» vom Bundesgericht uminterpretieren lassen und dekretierten, dass im Begriff «Schweizer» die «Schweizerinnen» mitgemeint seien. Dieser Weg aber war, wie praktisch alle Experten und Staatsrechtler beteuerten, nicht gangbar. Vornehmlich die Juristin Marie Boehlen hatte stets gewarnt, sich der Hoffnung einer Uminterpretation hinzugeben und auf den für die Schweiz allein gangbaren Weg einer Volksabstimmung hingewiesen. Tatsächlich wurde das volle Erwachsenenstimm- und -wahlrecht 1971 an der Urne und nicht im Gerichtshof entschieden.

## Organisation
Die «Arbeitsgemeinschaft» verstand sich als organisierendes Aktionskomitee bei anstehenden Abstimmungen. Sie agierte im Namen grosser schweizerischer Frauendachverbände wie dem Bund Schweizerischer Frauenvereine (BSF), dem Schweizerischen Katholischen Frauenbund SKF, dem Evangelischen Frauenbund EFS, dem Schweizerischen Verband für Frauenstimmrecht SVF, die ihrerseits Hunderte von verschiedensten Frauenvereinen zusammenfassten. Der AG gehörten direkt auch kantonale Vereine und Berufsorganisationen an, Gemeinnützige und Landfrauen, Frauenvertretungen von Parteien und Religionen aus der deutsch-, französisch- und italienischsprachigen Schweiz. Vorgehensweisen wurden jeweils in Delegiertenversammlungen bestimmt. Bei Bedarf handelte das Aktionskomitee im Rahmen der Vorgaben selbständig.
Nach dem Abstimmungssieg und der Einführung des Schweizerischen Frauenstimm- und -wahlrechts konnte die «Arbeitsgemeinschaft» 1971 aufgelöst werden.